# Liste der Ortschaften im ehemaligen Bezirk Mürzzuschlag
Die Liste der Ortschaften im Bezirk Mürzzuschlag enthält die Gemeinden und ihre zugehörigen Ortschaften im ehemaligen steirischen Bezirk Mürzzuschlag (Stand 31. Dezember 2012; in Klammern der Status Markt bzw. Stadt):
| - Allerheiligen im Mürztal - Allerheiligen - Edelsdorf - Jasnitztal - Leopersdorf - Sölsnitz - Wieden - Altenberg an der Rax - Altenberg - Greith - Steinalpl - Ganz - Auersbach - Eichhorntal - Lambach - Schöneben - Kapellen - Raxen - Stojen - Kindberg (Stadt) - Krieglach (Markt) - Alpl - Freßnitz - Freßnitzgraben - Krieglach-Schwöbing - Malleisten - Massing - Sommer | - Langenwang (Markt) - Feistritzberg - Hönigsberg - Langenwang-Schwöbing - Lechen - Mitterberg - Pretul - Traibach - Mitterdorf im Mürztal (Markt) - Lutschaun - Mürzhofen - Mürzsteg - Dobrein - Dürrenthal - Frein an der Mürz - Kaltenbach - Lanau - Niederalpl - Scheiterboden - Tebrin - Mürzzuschlag (Stadt) - Auersbach - Edlach - Hönigsberg - Kohleben - Lambach - Pernreit - Schöneben | - Neuberg an der Mürz (Markt) - Neuberg - Alpl - Arzbach - Dorf - Krampen - Lechen - Neudörfl - Veitschbach - Spital am Semmering - Spital - Semmering - Steinhaus am Semmering - Stanz im Mürztal - Stanz - Brandstattgraben - Dickenbach - Fladenbach - Fochnitz - Hollersbach - Possegg - Retsch - Sonnberg - Traßnitz - Unteralm - Veitsch (Markt) - Großveitsch - Kleinveitsch - Niederaigen - Wartberg im Mürztal |